# قرار مجلس الأمن التابع للأمم المتحدة رقم 1429
قرار مجلس الأمن التابع للأمم المتحدة رقم 1429، المتخذ بالإجماع في 30 تموز / يوليو 2002، بعد الإشارة إلى جميع القرارات السابقة بشأن الحالة في الصحراء الغربية، ولا سيما القرارين 1359 (2001) و1394 (2001)، مدد المجلس ولاية بعثة الأمم المتحدة للاستفتاء في الصحراء الغربية لمدة ستة أشهر حتى 31 يناير 2003.

## القرار

### أعمال
وأيد المجلس جهود الأمين العام كوفي عنان ومبعوثه الشخصي جيمس بيكر لإيجاد تسوية للنزاع طويل الأمد بين المغرب وجبهة البوليساريو. علاوة على ذلك، طُلب من الأطراف والدول في المنطقة التعاون مع الأمين العام ومبعوثه الشخصي.
ورحب القرار بالإفراج عن 101 من أسرى الحرب ودعا جبهة البوليساريو إلى إطلاق سراح السجناء المتبقين بموجب القانون الإنساني الدولي. طُلب من كلا الطرفين التعاون مع اللجنة الدولية للصليب الأحمر لحل قضية الأشخاص المفقودين منذ بدء النزاع. كما تم حث الأطراف على تنفيذ تدابير بناء الثقة مع مفوضية الأمم المتحدة لشؤون اللاجئين، وحث المجتمع الدولي على دعم مفوضية الأمم المتحدة لشؤون اللاجئين وبرنامج الأغذية العالمي في التغلب على تدهور الحالة الغذائية بين اللاجئين.
وأخيرا، طُلب من الأمين العام تقديم تقييم للحالة وإعادة تشكيل بعثة الأمم المتحدة للاستفتاء في الصحراء الغربية قبل 31 كانون الثاني / يناير 2003.

## روابط خارجية
- نص القرار في undocs.org